# Kornet (militair)
Een kornet is de laagste officiersrang bij de Koninklijke Landmacht en de Koninklijke Marechaussee en is, gelijk aan de rang vaandrig, bedoeld voor officieren in opleiding. Alleen bij de artillerie, cavalerie en marechaussee wordt de vaandrig kornet genoemd. Het rangteken is een stip, gelijk aan dat van de adjudant-onderofficier. Een kornet is nog niet als officier beëdigd door de koning. Binnen de krijgsmacht wordt hij echter wel als officier behandeld. Ook voor functies binnen de NAVO komt de vaandrig/kornet in aanmerking voor functies op het OF1-niveau. Een kornet heeft een goudkleurige stip als rangonderscheidingsteken.
Bij de Koninklijke Marine is er geen direct overeenkomstige rang. Luitenant-ter-zee der 3e klasse OF-1 komt het dichtste in de buurt, maar deze is al wel beëdigd tot officier. Officieren in opleiding worden bij de marine adelborst genoemd, overeenkomstig met cadet.
Tegenwoordig komt de term kornet voornamelijk voor als cadet-kornet. Cadet-kornet is een rang die wordt gebruikt op de Koninklijke Militaire Academie te Breda, de officiersopleiding van de landmacht en marechaussee. Cadet-kornet is daarmee de eerste officiersrang van de marechaussee en van de landmacht voor de cavalerie en artillerie, maar het houdt in dat de cadet nog in opleiding is. De eerste rang boven kornet is tweede luitenant.
De term kornet wordt daarnaast gebruikt als hoogste eindrang voor militair werkstudenten van Defensity College die geplaatst zijn bij de Koninklijke Marechaussee. Dit zijn universitaire studenten die naast hun civiele studie in dienst zijn als reservist bij Defensie. Het militaire vormingstraject hanteert dezelfde rangenstructuur als de Koninklijke Militaire Academie, maar de militair werkstudenten zijn aspirant reserveofficieren en geen cadetten. Het equivalent van de eindrang kornet voor militair werkstudenten van de Koninklijke Landmacht en Koninklijke Luchtmacht is vaandrig. Voor militair werkstudenten van de Koninklijke Marine is geen vergelijkbare rang en deze reservisten worden benoemd tot Luitenant ter zee der 3e klasse.

## Rangonderscheidingstekens van de Nederlandse krijgsmacht
| Koninklijke Landmacht       | Koninklijke Landmacht | Koninklijke Marechaussee | Koninklijke Marechaussee |
| --------------------------- | --------------------- | ------------------------ | ------------------------ |
| Kornet Cavalerie/artillerie |                       | Kornet                   |                          |

## Officiersrangen (van hoog naar laag)
- generaal
- luitenant-generaal
- generaal-majoor
- brigadegeneraal (bij de luchtmacht: commodore)
- kolonel
- luitenant-kolonel (overste)
- majoor
- kapitein / ritmeester
- eerste luitenant
- tweede luitenant
- vaandrig / kornet